# Suhoj Superjet 130
Suhoj Superjet 130 (rusko Сухой Суперджет 130) znan tudi kot Superjet NG je planirano dvomotorno ozkotrupno reaktivno potniško letalo, ki ga bosta razvila Suhoj in Združena letalska korporacija. Zasnovan bo na podlagi Suhoj Superjeta 100, ki je trenutno že v uporabi. Imel bo kapaciteto 130–145 potnikov in bo zapolnil vrzel med trenutnim Superjetom in prihajajočim MS-21. Superjet 130 bo tekmoval z letali Bombardier CSeries, Airbus A319 in Boeing 737NG.
SSJ 130NG bo imel aluminijasti trup in kompozitna krila in repni del. Suhoj predvideva, da bo letalo okrog 15–20 % lažje, imela okrog 10–15 % manjšo porabo goriva in okrog 10–12 % nižje operativne stroške kot trenutna letala. 
Razvoj letala so potrdili avgusta 2012, v uporabo naj bi vstopil okrog leta 2020. 

## Specifikacije
|                       | Superjet NG                                                                          |                                                                                      |                                            |                                            |
| Posadka               | 2                                                                                    | 2                                                                                    |                                            |                                            |
| Kapaciteta sedežev    | 145 (1-razred, gosto) 130 (1-razred, standard) 120 (2-razreda, standard)             | 145 (1-razred, gosto) 130 (1-razred, standard) 120 (2-razreda, standard)             |                                            |                                            |
| Dolžina sedeža        | 30 in (1-razred, gosto), 32 in (1-razred, standard) 36 & 32 in (2-razreda, standard) | 30 in (1-razred, gosto), 32 in (1-razred, standard) 36 & 32 in (2-razreda, standard) |                                            |                                            |
| Največji premer trupa | 3,35 m (11 ft 0 in)                                                                  | 3,35 m (11 ft 0 in)                                                                  | 3,35 m (11 ft 0 in)                        | 3,35 m (11 ft 0 in)                        |
| Širina kabine         | 3,236 m (127,4 in)                                                                   | 3,236 m (127,4 in)                                                                   | 3,236 m (127,4 in)                         | 3,236 m (127,4 in)                         |
| Višina kabine         | 2,12 m (6 ft 11 in)                                                                  | 2,12 m (6 ft 11 in)                                                                  | 2,12 m (6 ft 11 in)                        | 2,12 m (6 ft 11 in)                        |
| Širina hodnika        | 51 cm (20 in)                                                                        | 51 cm (20 in)                                                                        | 51 cm (20 in)                              | 51 cm (20 in)                              |
| Širina sedeža         | 46,5 cm (18,3 in)                                                                    | 46,5 cm (18,3 in)                                                                    | 46,5 cm (18,3 in)                          | 46,5 cm (18,3 in)                          |
| Pogon (x 2)           | Aviadvigatel PD-10 Pratt & Whitney PW1000G                                           | Aviadvigatel PD-10 Pratt & Whitney PW1000G                                           | Aviadvigatel PD-10 Pratt & Whitney PW1000G | Aviadvigatel PD-10 Pratt & Whitney PW1000G |
| Premer ventilatorja   | PD-10: 1.677 mm (66,0 in)                                                            |                                                                                      |                                            |                                            |
| Potisk (x 2)          | PD-10: 108 kN (10900 kgf; 24000 lbf)                                                 |                                                                                      |                                            |                                            |